# Mannheim
Mannheim er en by i den sydvestlige del af Tyskland. Byen har 309.370 indbyggere (31. december 2018), hvilket gør den til den tredje største by i delstaten Baden-Württemberg, kun overgået af delstatens hovedstad Stuttgart og Karlsruhe. 

## Seværdigheder
Bertha Benz Memorial Route

## Galleri
- Mannheim Havn
- Sporvogn
- Hovedbanegård
- S-tog